# Lucy Bradshaw
Lucy Bradshaw fue hasta 2015 la directora general del estudio norteamericano de videojuegos Maxis Emeryville, y de la División Maxis (antes llamada EA Play), ambos de Electronic Arts, donde bajo su mando se produjeron muchos de los éxitos de los estudios.

## Trayectoria profesional
Inició su trayectoria en la industria de los videojuegos en LucasArts, dirigiendo el desarrollo de aventuras como Monkey Island 2 e Indiana Jones.
En 1994 se incorpora a Electronic Arts, una compañía que en ese momento se encontraba en pleno crecimiento y con las intenciones de ocupar, en un futuro, una gran cuota del mercado. Hasta 1997 participa en desarrollos como Road Rash o juegos deportivos lanzados bajo el sello de EA Sports.

### Trayectoria en Maxis
Electronic Arts adquiere Maxis en junio de 1997 y traslada a Lucy a la sede del estudio en Walnut Creek, California. Junto con Luc Barthelet decidió desarrollar un nuevo juego el cual sería conocido como SimCity 3000, el que finalmente lanzaron en 1999.
Tras este debut ocupó el destacado puesto de productora ejecutiva en Los Sims Online, Los Sims 2 y Spore, además de participar en desarrollos como SimCity 4, SimCity 4 Hora Punta y la primera entrega de la millonaria franquicia de Los Sims. Su amistad con el legendario diseñador Will Wright hace que este siempre cuente con ella para desarrollar sus nuevos conceptos. Actualmente es directora general del estudio.
En agosto de 2011 se convierte en la directora general de Maxis cuando se produce una reorganización en las direcciones de las divisiones de Electronic Arts. Entre otros cambios, Lucy Bradshaw es nombrada directora general de la división EA Play, en la cual se incluye The Sims Studio, el equipo encargado de desarrollar la saga Los Sims tras decidir EA que Maxis se centrase en el desarrollo del videojuego SPORE, allá por 2006. Bradshaw mantuvo su posición de directora general en Maxis hasta el 2015, al frente del proyecto SimCity.